# 파란 (음악 그룹)
파란(Paran)은 대한민국의 5인조 남성 보컬 그룹이다.
파란은 2005년 8월 23일에 글로벌 그룹이라는 명목을 가지고 데뷔했다. 데뷔곡은 〈첫사랑〉이다. 리더인 라이언(주종혁), 에이스(최성욱) , 에이제이(김재섭), 네오(양승호), 피오(이수인)으로 구성되어 있으며, PARAN은 각 멤버의 앞글자 알파벳을 따서 지은 이름이다. 소속사는 NH미디어이며 팬클럽 명은 블루시엘이다.

## 구성원

### 2018년 재결합 멤버
1. P.O(피오: 이수인) 유닛 : Paran the PACE
2. ACE(에이스: 최성욱) 유닛 : Paran the PACE
3. RYAN(라이언: 주종혁)

### 재결합 불발 멤버
1. A.J(에이제이: 김시윤)
2. NEO(네오:양승호)

## 음반

### 정규
1. PARAN The First (2005년 9월 6일)
  1. FREAK
  2. 첫사랑
  3. 다시 만나요
  4. REMEMBER
  5. 막무가애(莫無可愛)
  6. You're The One
  7. Communication
  8. 습관처럼
  9. Butti
  10. Forever Loving You
2. Beyond the blue sky (2006년 9월 4일)
3. U.R. MY SONG (2008년 4월 11일)